# SC-ESV Parndorf 1919
Az SC-ESV Parndorf 1919 egy labdarúgóklub Pándorfaluból, Ausztriából. Jelenleg a Regionalliga Ost-ban játszanak.

## Jelenlegi keret
| Kapusok | Kapusok             |
| ------- | ------------------- |
| 01      | Stefan Krell        |
| 24      | Bernhard Pulker     |
| 30      | Christian Weidinger |
|         |                     |
|         |                     |
|         |                     |
|         |                     |
|         |                     |

| Védők | Védők           |
| ----- | --------------- |
| 04    | Lazar Stanišić  |
| 06    | Patrick Wolf    |
| 12    | Lukas Kircher   |
| 14    | Mario Wendelin  |
| 15    | Felix Wendelin  |
| 19    | David Dornhackl |
| 21    | Roman Kummerer  |
| 31    | Thomas Jusits   |

| Középpályások | Középpályások        |
| ------------- | -------------------- |
| 08            | Sebastian Leszkovich |
| 11            | Dominik Silberbauer  |
| 13            | Lukas Umprecht       |
| 17            | Andreas Steinhöfer   |
| 22            | Julian Loos          |
| 27            | Hakan Yilmaz         |
| 28            | Kristian Ljubic      |
|               |                      |

| Csatárok | Csatárok         |
| -------- | ---------------- |
| 07       | Gerhard Karner   |
| 09       | Daniel Gruber    |
| 10       | Dragan Andrić    |
| 18       | Tobias Petritsch |
|          |                  |
|          |                  |
|          |                  |
|          |                  |

## Sikerei, díjai
- Regionalliga Ost: 2003–04, 2005–06, 2010–11, 2012–13
- Landesliga Burgenland: 2003

## Külső hivatkozások
- Hivatalos honlap
- Szurkolói honlap